# Froidmont-Cohartille

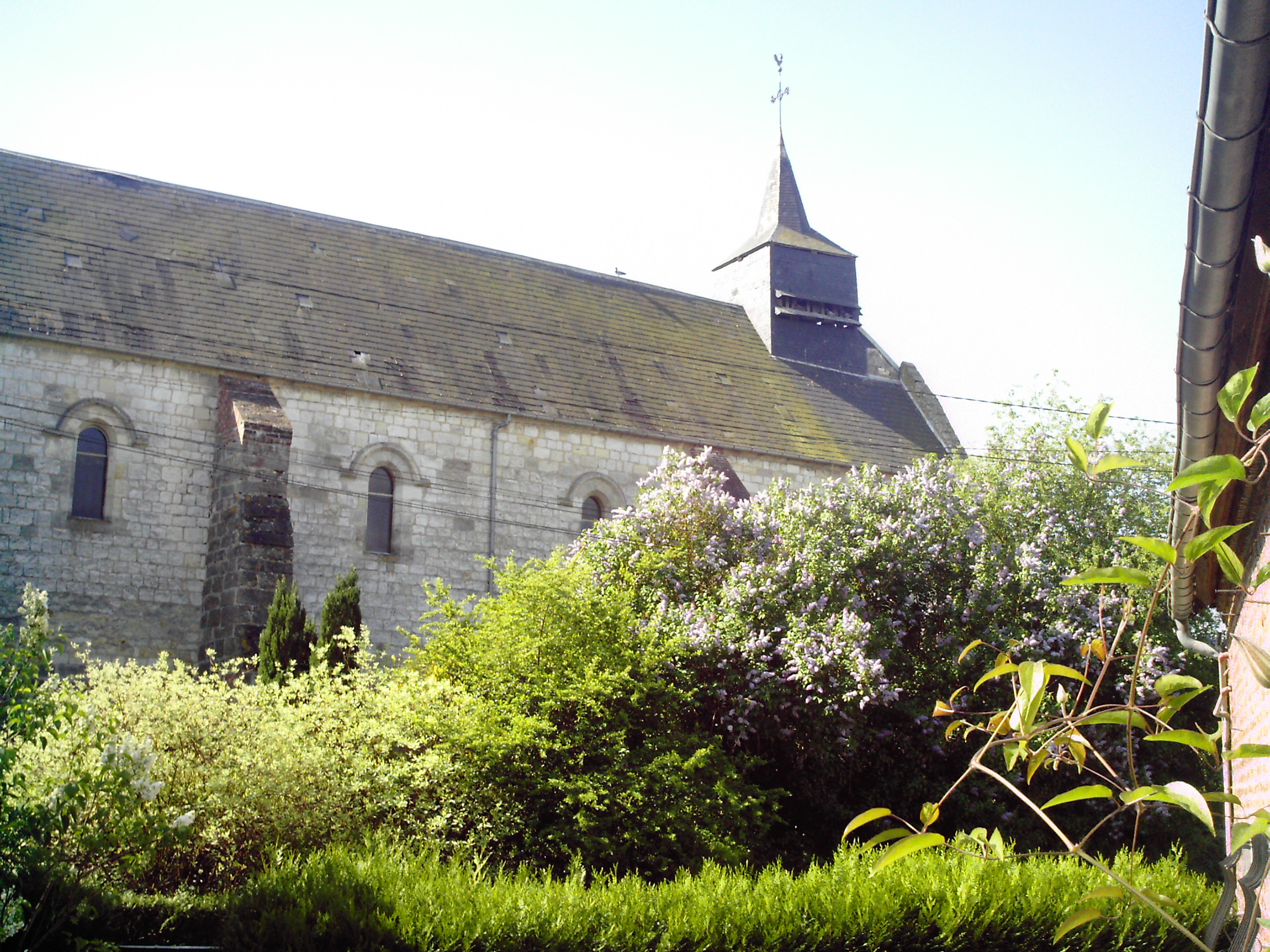
Froidmont-Cohartille

Froidmont-Cohartille – miejscowość i gmina we Francji, w regionie Hauts-de-France, w departamencie Aisne.
Według danych na styczeń 2014 roku gminę zamieszkiwało 250 osób, a gęstość zaludnienia wynosiła 28,8 osób/km².